# Borgo a Mozzano
Borgo a Mozzano és un poble i comune (municipi) de la província de Lucca, a la regió italiana de la Toscana, situat al riu Serchio.
L'1 de gener de 2018, la seva població era de 6.994 habitants.

## Història
La ciutat es menciona per primera vegada l'any 879, quan un document va esmentar un lloc "In loco Mozzano prope Decimo". Posteriorment va ser ocupada per la família Soffredinghi, i després per la República de Lucca.
Després del final de la independència de Lucca, va formar part del Gran Ducat de la Toscana i, a partir de 1860, de la Unificació d'Itàlia.

## Llocs d'interès

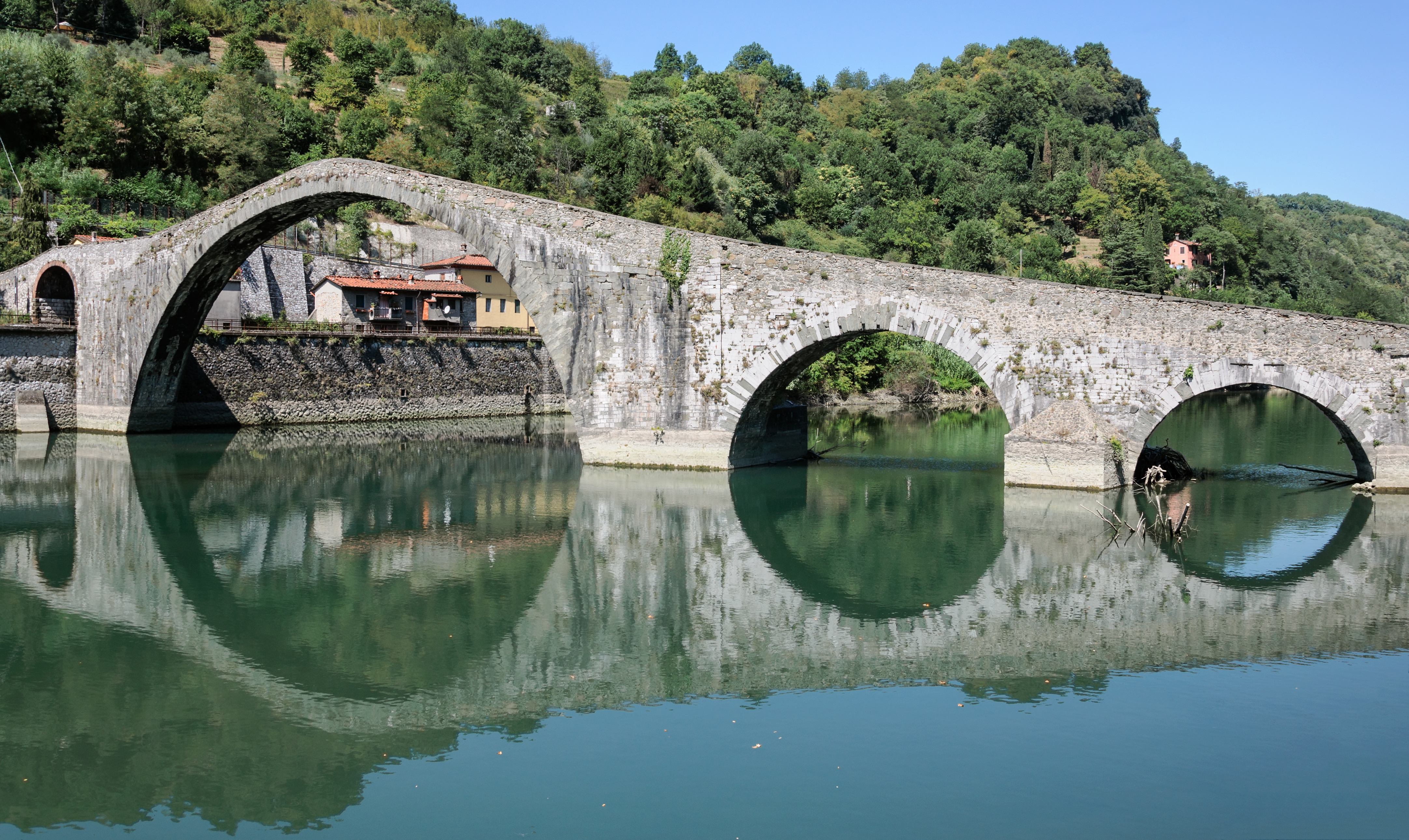
Ponte della Maddalena / Ponte del Diavolo / Pont del Diable.

- Ponte della Maddalena també anomenat Ponte del Diavolo (pont del diable). Es troba a un quilòmetre al nord del centre de la ciutat. La majestuosa estructura del pont atrau a milers de turistes cada any.

- La Línia Gòtica, una línia de defensa militar alemanya de la Segona Guerra Mundial, va passar pel municipi. Les seccions d'aquesta fortificació estan ben conservades i es poden organitzar visites guiades a l'interior.[2]

- L'església i el convent de San Francesco, un antic monestir que ara acull una casa per a gent gran.[3]

- L'església de San Martino in Greppo (segle xii), al districte Diecimo del municipi.

- El pont penjant del segle xix, Ponte delle Catene o "Pont de les cadenes", uneix Chifenti a Borgo a Mozzano amb Fornoli al municipi veí de Bagni di Lucca.[4]

## Transport
El poble de Borgo a Mozzano es troba entre la Garfagnana i la plana de Lucca, i és de fàcil accés per les carreteres SS12 "Brennero" o SP2 "Lodovica". L'aeroport més proper (50 minuts en cotxe) és l'Aeroport internacional Galileo Galilei de Pisa.
El municipi té dues estacions de tren, Borgo a Mozzano i Diecimo-Pescaglia, de la línia Lucca-Aulla.

## Ciutats agermanades
- Martorell, Catalunya
- Ålesund, Noruega